# Syrtis Major Planum
Syrtis Major Planum és una «taca negra» (una característica d'albedo) del planeta Mart, la taca més característica a la seva superfície. Consisteix en un altiplà, per la qual cosa també rep el nom de Syrtis Major Planum, si bé abans es va pensar que era una plana. El color fosc es deu al basalt volcànic i a la relativa absència de pols.
Syrtis Major s'hi troba centrada entorn de les coordenades 8,4 N, 69,5 E; s'estén uns 1.500 km al Nord des de l'equador del planeta, i s'expandeix 1.000 km d'Oest a Est. Envolta un gran pendent des del seu extrem occidental en Aèria, descendint 4 km fins al seu extrem oriental a Isidis Planitia. Inclou una alta protuberància que s'eleva 6 km, a 310° W.
Es tracta d'un volcà escut d'aproximadament 1.000.000 km quadrats, en el seu cim hi ha un sistema de calderes diferenciades; Nili Patera amb forma de ferradura i Meroe Patera ambdues d'uns 50 km de diàmetre. A l'interior de Nili Patera s'hi troba un con amb minerals alterats per l'aigua, un sistema hidrotermal semblant a Yellowstone. A més sobre aquesta regió s'han mesurat altes concentracions de metà, actualment es discuteix sobre el seu possible origen, ja siga volcànic o biològic.

## Descobriment i nom
Fou el primer accident geogràfic de la superfície d'un altre planeta a documentar-se. El va descobrir Christiaan Huygens, que el va incloure en un dibuix del planeta el 1659. Huygens va utilitzar aquesta marca geogràfica del planeta per fer una estimació de la durada del dia marcià.
Va tenir diferents noms fins que Schiaparelli va triar Syrtis Major en el seu mapa de Mart basat en les observacions de 1877.